# Potentilla macdonaldii
Potentilla macdonaldii är en rosväxtart som beskrevs av Billie Lee Turner. Potentilla macdonaldii ingår i Fingerörtssläktet som ingår i familjen rosväxter. Inga underarter finns listade i Catalogue of Life.